# 獅子座三胞胎
獅子座三胞胎 （英語：Leo Triplet）又稱獅子座三重星系或M66星系群，是離地球約三千五百萬光年遠的小星系群。該星系群包括螺旋星系M65、M66和NGC 3628。

## 成員
下表是在鄰近的星系目錄中一向被確認的小組成員，獅子座星系團（LGG）目錄，和表中所列的星系是Giuricin等人建立的鄰近光學星系樣品。
| 名稱     | 類型     | R.A. (J2000)  | Dec. (J2000) | 紅移 (km/s) | 視星等 |
| -------- | -------- | ------------- | ------------ | ----------- | ------ |
| M65      | SAB(rs)a | 11h 18m 56.0s | +13° 05′ 32″ | 807 ± 3     | 9.3    |
| M66      | SAB(s)b  | 11h 20m 15.0s | +12° 59′ 30″ | 727 ± 3     | 8.9    |
| NGC 3628 | SAb pec  | 11h 20m 17.0s | +13° 35′ 23″ | 843 ± 1     | 9.5    |

另外，有些參考資料會將其他鄰近的一兩個星系也列入小組成員中，NGC 3593經常會被列入，但它並不是集團中的成員。

## 鄰近的集團
M96星系群在實質上是鄰近獅子座三胞胎的集團，但這兩個星系群實際上是更大許多的集團中分開的兩個部份，並且有些團體認為就邏輯上講獅子座三胞胎是M95星系群的成員。

## 外部連結
- The Leo Triplett (M66 group)
- WikiSky上关于The Leo Triplet的内容：DSS2, SDSS, GALEX, IRAS, 氢α, X射线, 天文照片, 天图, 文章和图片